# Егле – королева вужів

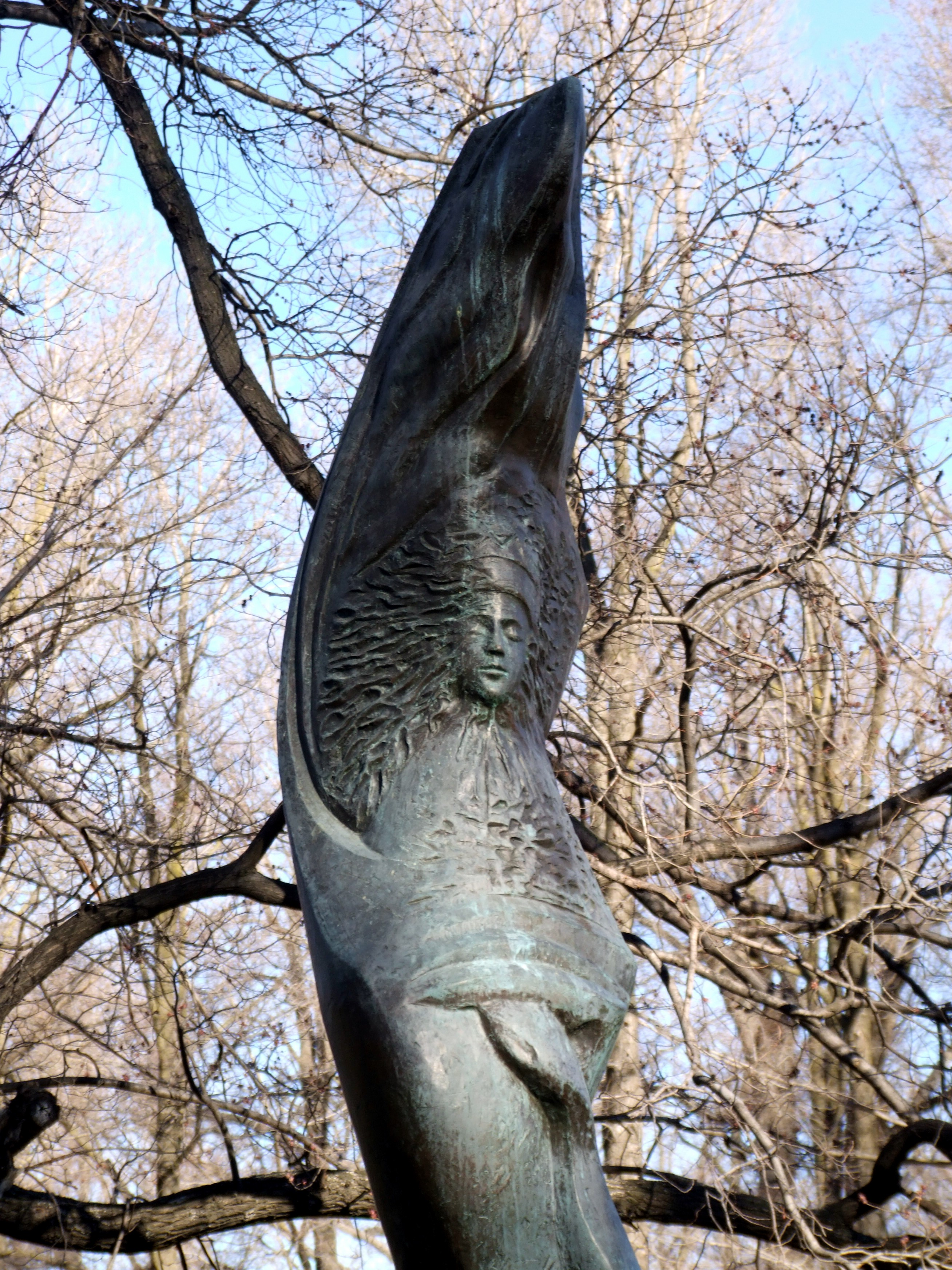
Статуя Егли в парку Глебе в Австралії

Егле — королева вужів (лит. Eglė žalčių karalienė) — литовська народна казка, яка вважається однією з найстаріших в литовському і загалом в балтійському фольклорі, налічує понад сто різних версій. Інтерес до твору проявляється литовськими й зарубіжними дослідниками індоєвропейської міфології. На думку Гінтараса Бересневічюса, цю казку можна розцінювати і як литовське сказання про походження балтійських богів. Ім'я «Егле» досить популярно в Литві й в перекладі з литовського означає «ялина», а ім'я «Жолтіс» або «Жілвінас» (лит. Žilvinas) в перекладі з литовського означає «вуж», хоча, можливо, мова в казці йде про вигаданого морського змія.

## Сюжет
Сюжет може бути розділений на декілька частин.
Після купання дівчина, на ім'я Егле знаходить у своїй одежі вужа, який просить Егле вийти за нього заміж. Сестри змушують Егле погодитися, і через три дні вужі від імені царя озерних вод приходять за нареченою. Батьки видають їм гусака, вівцю і корову як наречену, але зозуля кожен раз розкриває їх обман. Тільки на четвертий раз Егле погоджується піти з вужами в озеро, але замість змія зустрічає прекрасну людину, на ім'я Жолтіс (Жілвінас) і погоджується стати його дружиною.
Через деякий час Егле і Жолніс виховують трьох (за іншою версією — чотирьох дітей) — синів і дочку. Егле хоче повернутися додому, але чоловік заперечує. Щоб повернутися додому, Егле повинна спрясти золоту кужіль, зносити пару залізних черевиків і випекти пиріг в решеті. Нянюшка допомагає Егле все зробити, і Жолтіс відпускає дружину з дітьми до батьків. Брати вимагають від Егле не залишати батьківський дім, але безрезультатно, після чого вирішують вбити Жолніса. Вони катують синів, щоб дізнатися, як закликати батька, але ті не видають. Тільки залякана дочка розповідає: якщо батько живий, то на воді з'явиться морська піна, якщо мертвий — то вода стане червоною від крові. Брати викликають Жолніса і вбивають його косами.
Незабаром Егле дізнається про те, що трапилося і в покарання за зраду перетворює себе і дітей в дерева: сини перетворюються в дуб і ясен (в інших варіантах — березу), що не колишуться під вітром. Дочка стає тремтячою осикою, а сама Егле стає ялиною.

## В культурі

Скульптура Егле в Паланзі

- Казку вперше опублікував М. Ясевич в 1837 році.
- Казку в віршах опублікувала в 1940 році Саломея Неріс.
- У 1960 році в Ботанічному саду Паланги був відкритий пам'ятник Егле, автор — Робертас Антінісом.
- У 1946 році в литовських театрах був поставлений балет Едуардаса Бальсис.
- В СРСР фільм-казка був знятий в 1965 (режисери В. Грівіцкас, А. Моцкус) і 1981 роках (режисер — Я. З. Янулявічюте).